# Malavan FC
El Malavan Bandar Anzali Football Club es un equipo de fútbol de Irán que milita en la Iran Pro League, la liga de fútbol más importante del país.
Fue fundado en el año 1969 como un equipo multideportivo en la ciudad de Bandar-e Anzali con algunos atletas de la ciudad portuaria de Anzali. Es uno de los equipos más exitosos del país que no es de la capital Teherán y cuenta con una de las aficiones más pasionales y leales de Irán. El equipo cuenta con acciones, de las cuales un 70% le pertenecen al empresario Hossein Hedayati y el restante 30% son de la Iranian Navy y el equipo es reconocido por tener uno de los mejores programas de formación de jugadores en el país.
Poseen una rivalidad con los 2 equipos de la ciudad vecina de Rasht, el SC Damash y el mejor equipo de Rasht, el Sepidrood, con quienes protagonizan el llamado Derbi de Gilan o conocido como El Gilano, aunque desde hace muchos años no pierden contra sus vecinos.
Nunca han sido campeones de liga, pero han ganado el torneo de Copa en 3 ocasiones en 7 finales jugadas.
A nivel internacional ha participado en 2 torneos continentales, donde su mejor participación ha sido en la Recopa de la AFC de 1992, en la que avanzó hasta los cuartos de final.

## Palmarés
- Copa Hazfi: 3

1976, 1987, 1991
- - Finalista: 4

1988, 1989, 1991, 2010-11
- Liga Azadegan: 0
  - Finalista: 1

2003

## Participación en competiciones de la AFC
- Copa de Clubes de Asia: 1 aparición

1987 - Segunda Ronda
- Recopa de la AFC: 1 aparición

1992 - Cuartos de final

## Cuerpo técnico
| Puesto               | Nombre             |
| -------------------- | ------------------ |
| Entrenador           | Farhad Pourgholami |
| Asistente Entrenador | Mohammad Habibi    |
| Gerente              | Hossein Gholami    |
| Doctor               | Ali Pour-Tahmsabi  |

## Entrenadores
|                     | \| Nombre \| País \| Periodo \| \| ------------------- \| ---- \| --------- \| \| Bahman Salehnia \| Irán \| 1968–1997 \| \| Nosrat Irandoost \| Irán \| 1997–2000 \| \| Mohammad Ahmadzadeh \| Irán \| 2000–2002 \| \| Bahman Salehnia \| Irán \| 2002–2004 \| \| Nosrat Irandoost \| Irán \| 2004–2006 \| \| Mohammad Ahmadzadeh \| Irán \| 2006–2010 \| \| Farhad Pourgholami \| Irán \| 2010– \| |           |
| Nombre              | País | Periodo   |
| Bahman Salehnia     | Irán | 1968–1997 |
| Nosrat Irandoost    | Irán | 1997–2000 |
| Mohammad Ahmadzadeh | Irán | 2000–2002 |
| Bahman Salehnia     | Irán | 2002–2004 |
| Nosrat Irandoost    | Irán | 2004–2006 |
| Mohammad Ahmadzadeh | Irán | 2006–2010 |
| Farhad Pourgholami  | Irán | 2010–     |

## Jugadores destacados
| - Manoochehr Darjezi - Aziz Espandar - Ghafour Jahani - Akbar Misaghian - Ali Niakani - Mikhaeil Petrosyan - Mahmoud Pishgah-Hadian - Mohammad Ahmadzadeh - Mahmoud Fekri - Sirous Ghayeghran - Farhad Pourgholami - Mohammad Ghadirbahri - Mohammad Habibi - Aref Mohammadvand - Payan Rafat | - Hassan Ashjari - Mohammad Gholami - Mohammad Hamrang - Pejman Nouri - Babak Pourgholami - Jalal Rafkhaei - Hadi Ta'mini - Maziar Zare |